# 문경 봉암사 정진대사탑비
문경 봉암사 정진대사탑비(聞慶 鳳巖寺 靜眞大師塔碑)는 대한민국 경상북도 문경시, 봉암사 사찰에 있는 고려시대의 비석이다. 1963년 1월 21일 대한민국의 보물 제172호로 지정되었다.

## 개요
정진 대사(878∼956)는 신라 말에서 고려 초에 활약한 승려로, 신라 효공왕 4년(900년) 당나라에 들어가 25년간 유학하고 경애왕 1년(924년)에 귀국, 경명왕의 극진한 예우를 받았다. 고려 태조 18년(935년)에는 봉암사를 대대적으로 중창하여 불교의 중흥에 이바지하기도 하였다. 특히 고려 태조·혜종·정종을 선문(禪門)에 들게 한 장본인으로, 79세의 나이로 입적하자 왕은 ‘정진’이라는 시호와 ‘원오’라는 탑이름을 하사했다. 
정진대사탑비는 거북받침돌 위에 비석을 세우고 머리돌을 올린 모습으로, 거북의 등 중앙에 마련된 비를 꽂아두는 부분이 두드러지게 커 보인다. 꼭대기에는 불꽃무늬에 휩싸인 보주(寶珠, 연꽃봉오리모양의 장식)가 또렷하게 조각되어 우뚝 솟아있다. 고려 광종 16년(965)에 세워진 비로, 전체적인 조형이 간략화되었으며 조각 기법이 퇴화하였다. 비문은 당대의 문장가 이몽유가 짓고, 명필 장단열이 글씨를 썼다.

## 같이 보기
- 봉암사
- 문경 봉암사 정진대사탑

## 참고 자료
- 문경 봉암사 정진대사탑비 - 국가유산청 국가유산포털